# Dichromodes triparata
Dichromodes triparata är en fjärilsart som beskrevs av Walker 1861. Dichromodes triparata ingår i släktet Dichromodes och familjen mätare. Inga underarter finns listade i Catalogue of Life.